# Liška Friesova
Liška Friesova (Cantharellus friesii Quél. 1872) je vzácná jedlá stopkovýtrusná houba z čeledi liškovitých (Cantharellaceae), rostoucí převážně v bučinách. Je pojmenována po švédském botanikovi a mykologovi Eliasi Magnusi Friesovi.

## Popis

### Makroskopický
Plodnice jsou dosti drobné, o velikosti 2–6 cm, jasně žlutooranžově zbarvené, sestávající z klobouku a třeně, spíše s tenkou dužninou. Vyrůstají ve skupinách, často v menších trsech.
Klobouk, v průměru měřící asi 1–5 cm, bývá nepravidelně okrouhlého tvaru, ve středu je poněkud prohloubený až mírně nálevkovitý. Okraj klobouku bývá tenký, mírně ohnutý dolů, zpravidla vlnitý až zkroucený, zejména u starších plodnic pak cípatě dělený. Svrchní strana klobouku je zbarvena jasně žlutooranžově, s růžovočervenými či oranžovočervenými tóny. Na spodní straně klobouku se nachází hymenofor tvořený tlustými, poměrně řídkými žilnatými lištami, které se místy větví a vzájemně síťovitě propojují. Bývají žlutavé či světle oranžové, bledší než zbytek plodnice. Ze spodní strany klobouku lišty šikmo sbíhají hluboko na třeň.
Třeň je spíše krátký (2–4 cm), směrem vzhůru se mírně rozšiřuje, často bývá poněkud zprohýbaný. Z klobouku na třeň šikmo sbíhají žilnaté lišty. Třeň je zbarven žlutooranžově.
Dužnina je tenká, pružné, celkem tuhé konzistence a žlutooranžového zbarvení. Její vůně je nenápadná, chuť trochu nakyslá.

### Mikroskopický

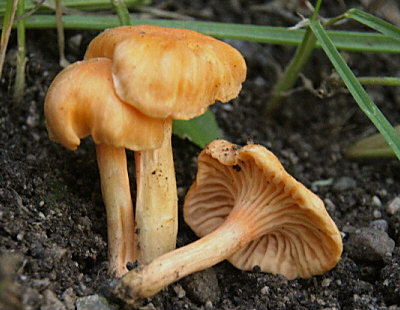
Liška Friesova (Cantharellus friesii)

Výtrusy jsou elipsoidní, velké 8–11 × 4–5 µm. Výtrusný prach má žlutou barvu.

## Výskyt
Liška Friesova roste spíše vzácně, a to především v kyselých bučinách. S buky, popřípadě i jinými listnatými stromy vstupuje do mykorrhizy. Vyrůstá v červnu až říjnu.
Je zařazena do Červeného seznamu hub (makromycetů) České republiky (M. Beran, J. Holec) jako zranitelný druh (VU).

## Použití
Jde o jedlou houbu. Vzhledem k vzácnému výskytu a drobnému vzrůstu však nebývá doporučována ke sběru k jídlu.

## Podobné druhy

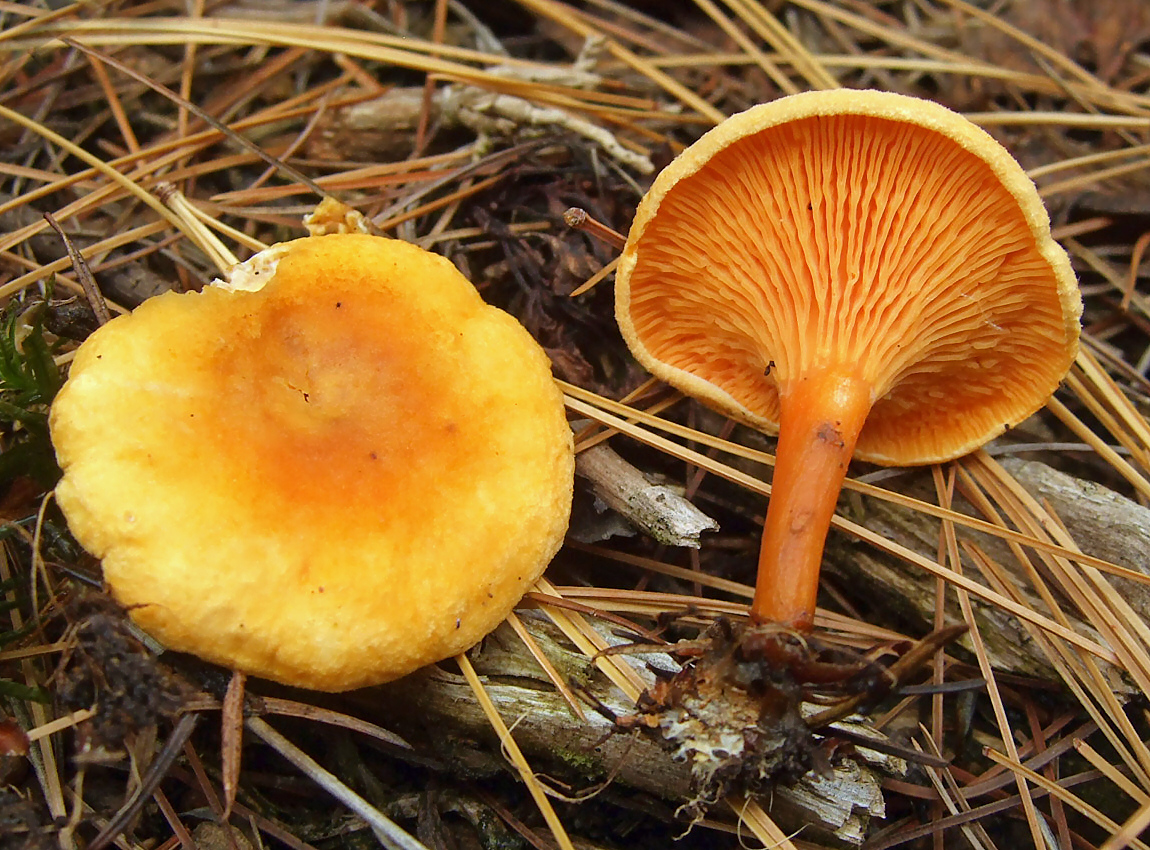
Nepříbuzná, ale podobná Lištička pomerančová (Hygrophoropsis aurantiaca) se liší například hustými lupeny, rovnějším okrajem klobouku a vatovitou dužninou

- Lištička pomerančová (Hygrophoropsis aurantiaca) je poněkud podobná barvou a tvarem, není ale tomuto druhu příbuzná. Lištička pomerančová se liší především hustými, tenkými, křehkými a plochými lupeny na spodní straně klobouku namísto žilnatých, řídkých, oblých lišt, které mají lišky. Lištička pomerančová má také bílou, vatovitou, nikoli oranžovou a pružnou dužninu, okrouhlý, na okrajích příliš neroztřepený klobouk a plstnatou pokožku klobouku. Lištička pomerančová se liší i charakterem výskytu – na rozdíl od lišky Friesovy je velice hojná a roste hlavně v jehličnatých lesích. Jde o chuťově nedobrý druh.[2]
- Příbuzná liška obecná (Cantharellus cibarius) má mohutné, tuhé a dužnaté plodnice většího vzrůstu a především žlutého, nikoli oranžovočerveného či lososově červeného zbarvení.[5] Je to jedlý a velmi často sbíraný druh.
- Ani další druhy lišek, jako liška nálevkovitá (Cantharellus tubaeformis) a liška žlutavá (Cantharellus aurora), nemají oranžově červené zbarvení a liší se i tvarově. Jedná se o jedlé druhy.[1]